# Joe Vide
Joe Vide est un footballeur américain né le 16 mai 1984 à Fort Worth, au Texas.

## Carrière
- 2006-2007 :  Red Bull New York
- 2008 :  San José Earthquakes
- 2008- :  DC United